# Đuôi đỏ núi đá trán xám

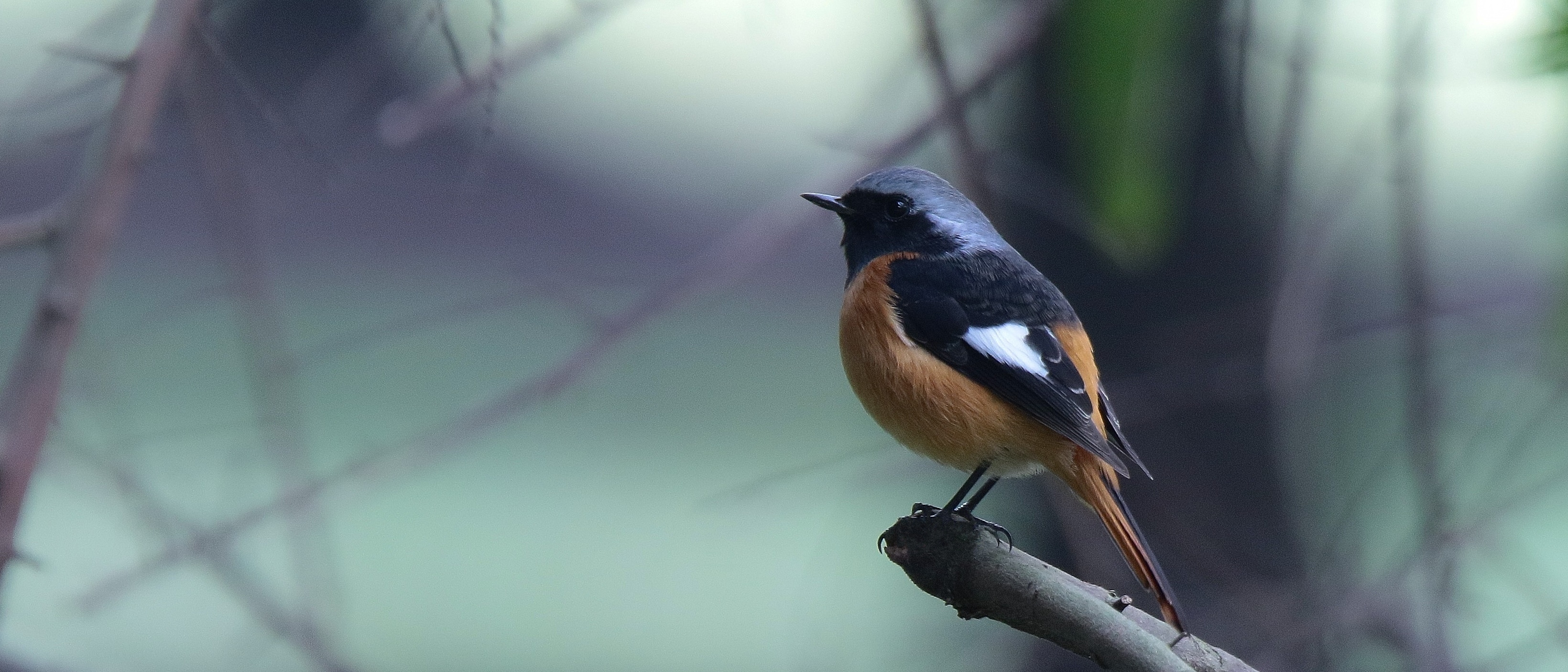
Đuôi đỏ núi đá trán xám

Phoenicurus auroreus là một loài chim trong họ Muscicapidae.

## Tham khảo

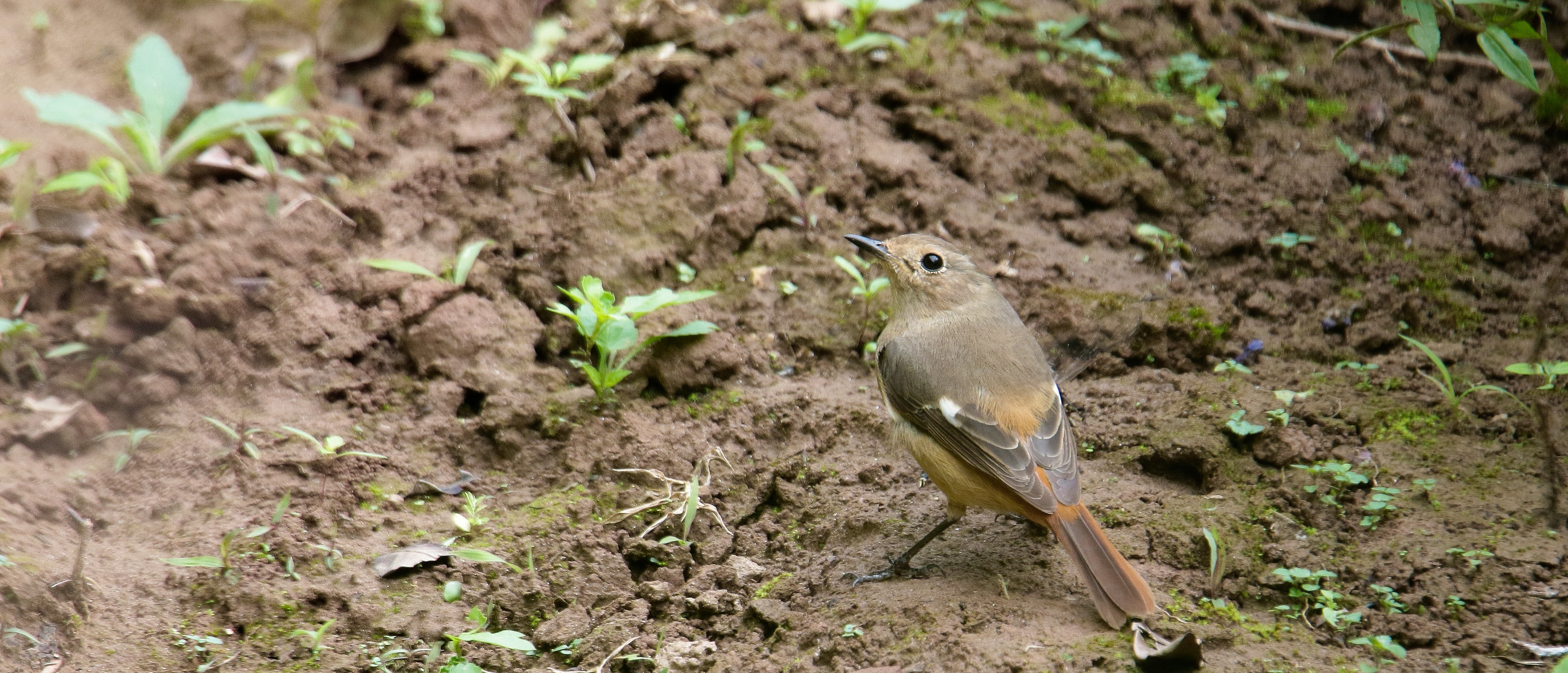
Đuôi đỏ núi đá trán xám (chim mái)